# Alexandra's vogelvlinder
Alexandra's vogelvlinder (Ornithoptera alexandrae) is een vlinder uit de familie van de pages (Papilionidae). De soort is vernoemd naar Alexandra van Denemarken, de toenmalige (1901-1910) Britse koningin. Deze vlinder werd beschreven door Lionel Walter Rothschild. De Britse verzamelaar van vogels en insecten Albert Stewart Meek was de eerste Europeaan die deze vlinder in het huidige Papoea-Nieuw-Guinea verzamelde en aan Rothschild toezond.

## Kenmerken
Het is de dagvlinder met de grootst bekende spanwijdte ter wereld: het vrouwtje heeft een spanwijdte tot wel 28 centimeter. Het mannetje is wat kleiner en heeft een spanwijdte van zo'n 20 centimeter.

## Verspreiding en leefgebied
De soort komt alleen voor in Papoea-Nieuw-Guinea nabij Popondetta.

## Waardplanten
Het vrouwtje legt de eitjes alleen op Pararistolochia dielsiana, uit de pijpbloemfamilie. De rupsen accepteren echter ook andere Pararistolochia-soorten.

## Voortplanting
De oranjegele eitjes komen uit na zo'n 13 dagen, vervolgens doorleeft de rups 6 stadia in ongeveer 77 dagen. Het popstadium duurt dan nog eens ongeveer 42 dagen. In totaal na ruim vier maanden is de ontwikkeling tot imago compleet. De vlinder leeft dan nog eens tot drie maanden.

## Bedreiging
De soort wordt door verlies aan habitat, met name kappen van bos, bedreigd in haar voortbestaan. Hij staat op de Rode Lijst van de IUCN als bedreigd, en handel in exemplaren is verboden volgens de CITES. Naar verluidt heeft een vulkaanuitbarsting in de jaren 1950, die een deel van het oude regenwoud verwoestte, ook bijgedragen aan de teruggang van deze soort.